# Christoph Zollinger

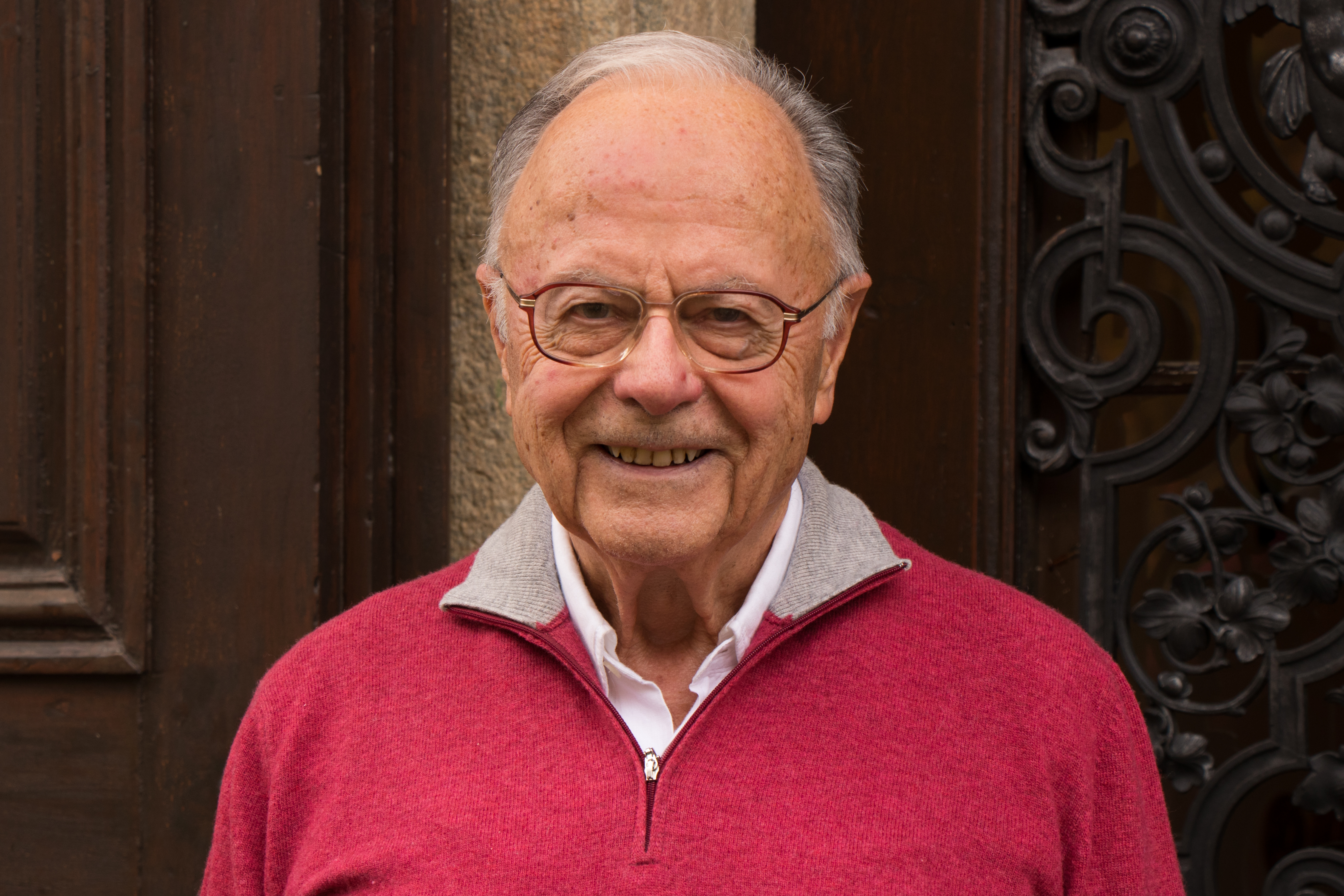
Der Schweizer Publizist Christoph Zollinger im Jahr 2019.

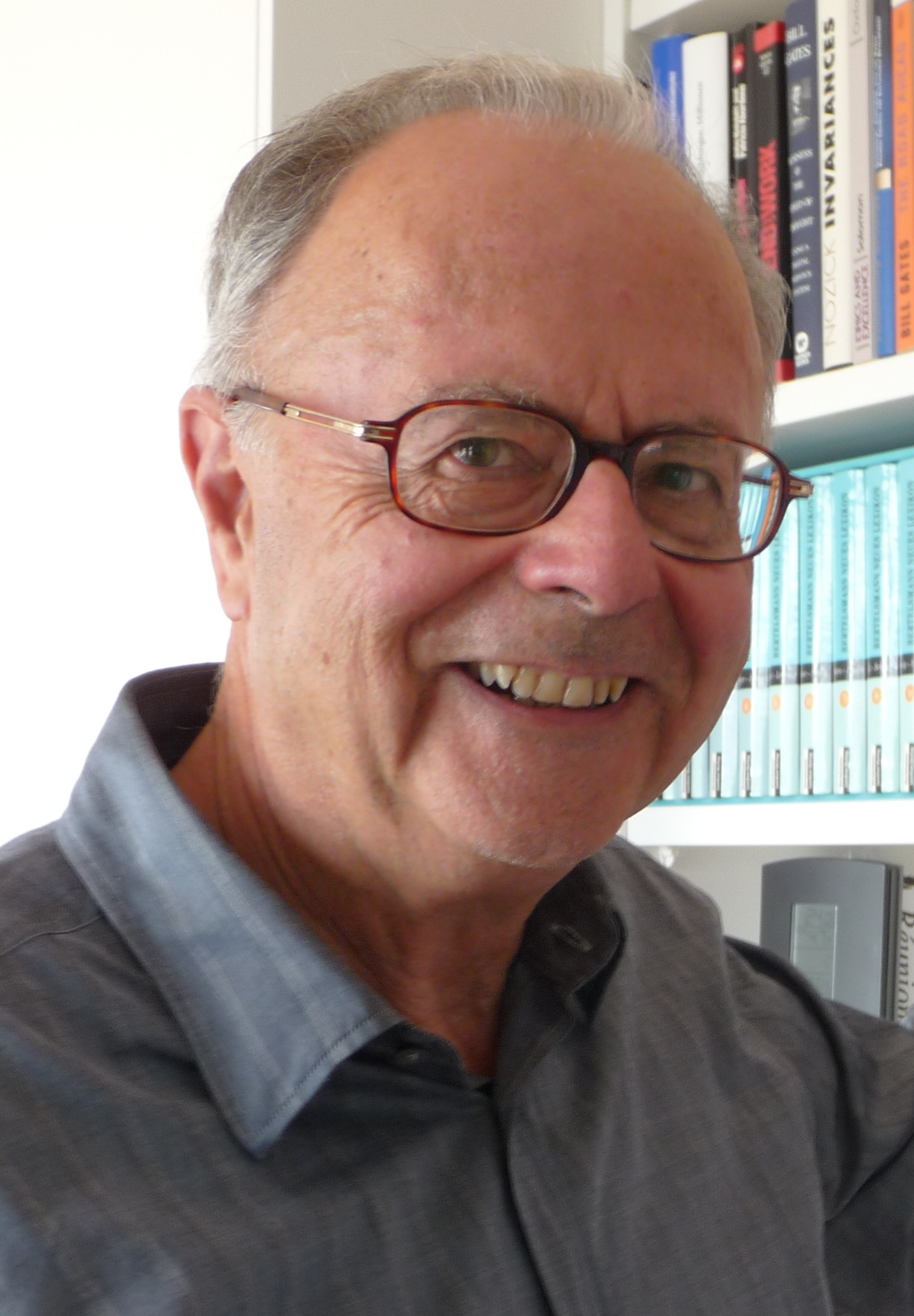
Christoph Heinrich Zollinger, Juni 2009.

Christoph Heinrich Zollinger (* 14. Oktober 1939) ist Schweizer Publizist, Gesellschaftskritiker und Lokalpolitiker.

## Ausbildung und Karriere
Zollinger absolvierte von 1955 bis 1958 eine kaufmännische Lehre beim Migros Genossenschafts-Bund in Zürich. Nach weiterer Ausbildung in Lausanne und San Francisco, arbeitete Zollinger an Lebensmitteleinzelhandel-Konzepten für den Discounter Denner, den Abholgrossmarkt Metro Cash & Carry und an den ersten schweizerischen integrierten Lebensmittelabteilungen in Warenhäusern (Jelmoli, Globus Delicatessa). Als selbstständiger Consultant im Lebensmitteleinzelhandel war er nach eigenen Angaben später massgeblich an den ersten schweizerischen Autobahnshops und der Projektierung der Bahnhofladenkette Aperto beteiligt.

## Publizistische Tätigkeit
Zollinger vertritt die Umsetzung eines ganzheitlichen Bewusstseins im Alltag in Nachfolge des Kulturphilosophen Jean Gebser. Die Verantwortung des Einzelnen gegenüber Gesellschaft und Geschichte kann nach ihm nur durch eine transparente Gesellschaft gelingen, die jedem jederzeit die Folgen seines Handelns verständlich macht, gleichzeitig aber auch jedem Betroffenen eine Stimme verleiht. Zollinger übernahm für diese Gesellschaftsutopie den Begriff der «integralen Gesellschaft». Seine These ist, dass echte Verhaltensänderungen nicht durch Gesetze erzwungen werden können, sondern im Kopf des einzelnen Bürgers beginnen müssen.
Er befürwortet in seinen Schriften die Eigenverantwortung des mündigen Bürgers und stellt sich gegen den – nach seiner Ansicht – in der Schweiz weit verbreiteten Populismus. Er vertritt die Ansicht, dass die Schweiz im Zuge der Globalisierung einer baldigen Reform bedürfe. Seit 2012 verfasst Zollinger Beiträge für die Online-Zeitung Journal21. Eine Auswahl von Beiträgen von Zollingers Kolumne «100x durchschaut!» ist jetzt in seinem neuesten Buch «Perspektivenwechsel. Fokus Zukunft.» zugänglich gemacht.

## Lokalpolitische Tätigkeit
Zollinger war von 1994 bis 2002 Mitglied im Gemeinderat von Kilchberg (Exekutive).

## Malerei
Zollinger malt seit 1965 inspiriert von den Techniken Mark Rothkos. Daneben nennt er Pablo Picasso als stärksten Einfluss seines Malens. Seine Bilder zeigt Zollinger auf seiner Webseite. In seinem 2017 erschienenen Buch «Perspektivenwechsel. Fokus Zukunft.» ergänzen 46 Bilder Zollingers geschriebene Thesen, wie der Autor erklärt: «Transparenz, Überwindung des Dualismus und entsprechend Realisierung der Ganzheit, diese wichtigen Themen unserer bewegten Epoche, ich male diese Bilder in meinen Büchern und beschreibe sie auf meinen Bildern.»

## Schriften (Auswahl)
- Die Zollinger-Chronik: Der Weg in die Vergangenheit der Zollinger von Egg bei Zürich und später anderer Bürgerorte. Kilchberg 1976.
- Die Glaskugel-Gesellschaft – Transparenz als Schlüssel zur Moderne. Simowa Verlag, Bern 2002, ISBN 3-908152-11-9.
- Die Debatte läuft – Ganzheitliche Thesen für Gesellschaft, Wirtschaft und Politik. Verlag Via Nova, Petersberg 2005, ISBN 3-86616-006-2.
- 2032 – Rückblick auf die Zukunft der Schweiz. dpunkto verlag, Arlesheim 2008, ISBN 978-3-9523190-6-2.
- Epochaler Neubeginn – Update nach 2500 Jahren. Europäischer Hochschulverlag, Bremen 2011, ISBN 978-3-86741-653-5.
- Mythen, Macht + Menschen durchschaut! Gegen Populismus und andere Eseleien – Kommentare 2013–1984. Conzett Verlag, Zürich 2014, ISBN 978-3-03760-031-3.
- Perspektivenwechsel. Fokus Zukunft. Zeitberichte und Geschichtsbilder. Ein Plädoyer für Perspektivenwechsel. Conzett Verlag, Zürich 2017, ISBN 978-3-03760-043-6. Das Buch wurde von Peer Teuwsen in der NZZ besprochen.[13]
- Tausend Jahre Zürcher Wurzeln. Zeitreisen von Zürcher Familien im Spiegel der Geschichte. Th. Gut Verlag, Zürich 2019, ISBN 978-3-85717-276-2. Das Buch wurde von Sibylle Saxer in der Zürich-See Zeitung besprochen.[14] und im Newsletter der Schweizerischen Gesellschaft für Familienforschung August 2020 Nr. 2, S. 11.[15]
- Notizen eines Unverbesserlichen – Reformanstösse für die Zukunft der Schweiz in Zeiten des Epochenwandels. Conzett Verlag, Zürich 2021, ISBN 978-3-03760-050-4. Das Buch wurde von Sibylle Saxer in der Zürich-See Zeitung besprochen.[16]
- Schweiz, öffne dich! Lehren aus der Zeitenwende 2022. Glaskugel-gesellschaft.ch (Auslieferung Oesch Verlag), Zürich 2022, ISBN 978-3-0350-4020-3.
- Besser verstehen? Neu denken! 2023. Glaskugel-gesellschaft.ch, Oesch Verlag Zürich 2023, ISBN 978-3-0350-4024-1.
- MIGROS am Scheideweg 1925–2025. Wie das Erbe von Gottlieb Duttweiler gefährdet wird. NZZ Libro, Zürich 2025, ISBN 978-3-03980-002-5.